# Косачёва, Анжелика Павловна
Анжелика Павловна Косачёва (род. 28 сентября 1982 года, Саратов) — заслуженный мастер спорта по настольному теннису, бронзовый призёр летних Паралимпийских игр 2012 года. Награждена медалью ордена «За заслуги перед Отечеством» II степени (2012).

## Биография
Родилась 28 сентября 1982 года в Саратове.
Спортивная карьера началась в школе, где занималась в секции настольного тенниса и участвовала в районных и городских соревнованиях.
В 1997 году она поступила в ДЮСОШИ «Спартак» (в настоящее время ДЮСАШ «РиФ») в группу настольного тенниса к тренеру-преподавателю Николаю Кирпичникову, у которого занималась до 2013 года.
Участвует в соревнованиях для трудоспособных спортсменов, а также в соревнованиях для спортсменов с ограниченными возможностями. 11 класс.
С 2013 года тренируется в ГБУ «СОСЦРАФКС» у Сергея Созонова.

## Спортивные достижения

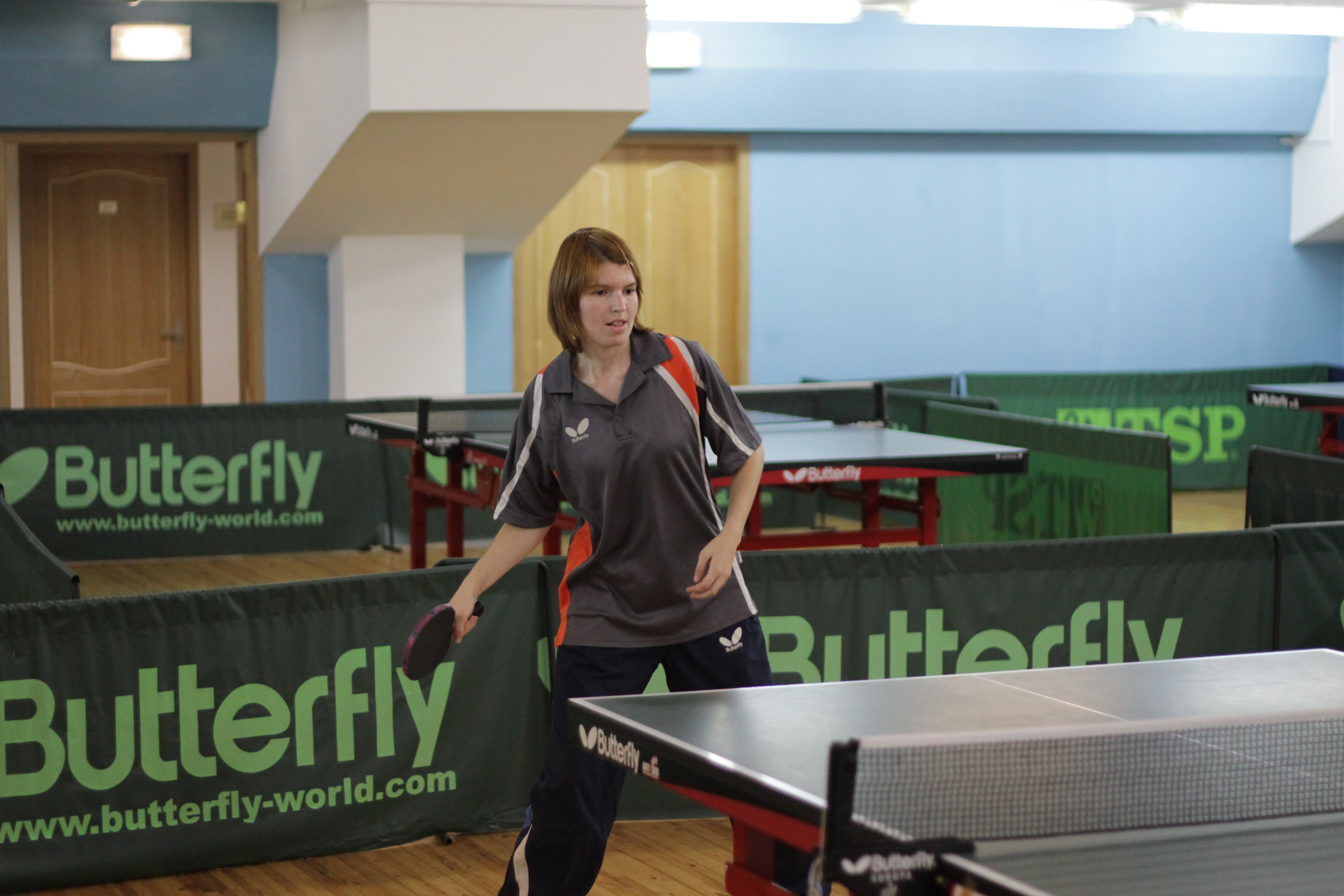
Анжелика Косачёва на тренировке

В 2002 году на соревнованиях в Польше Анжелика завоевала титул Чемпионки Европы в команде.
В 2002—2005 годах она была чемпионкой России.
В 2011 году вновь подтвердила свой титул чемпионки Европы.
Неоднократная победительница международных рейтинговых турниров.
Бронзовый призёр XIV летних Паралимпийских игр 2012 года г. Лондон (Великобритания).
В 2013 году Анжелика пополнила свою спортивную коллекцию следующими достижениями:
- серебро на Чемпионате России в Твери,
- серебро в командных соревнованиях на Чемпионате Европы в Италии,
- две серебряные медали и одна золотая (командные соревнования) на Чемпионате Мира в Китае.

В 2015 году спортсменка занимает четвертую строчку в международном и в европейском рейтингах.